# Jaspal Bhatti
Pour les articles homonymes, voir Bhatti.
 (août 2009).
Si vous disposez d'ouvrages ou d'articles de référence ou si vous connaissez des sites web de qualité traitant du thème abordé ici, merci de compléter l'article en donnant les références utiles à sa vérifiabilité et en les liant à la section « Notes et références ».
Jaspal Bhatti (né le 3 mars 1955 à Amritsar, et mort dans un accident de la route le 25 octobre 2012) est une personnalité célèbre de la télévision indienne. Il est connu pour son appréciation satirique concernant les malheurs et les déboires de l’homme ordinaire. Il est fameux surtout pour ses feuilletons Flop Show et Ulta Pulta qui ont été diffusés sur la chaîne publique indienne Doordarshan à la fin des années 1980.